# Нажмиддинов, Икромхон Хошимхонович
Икромхон Хошимхонович Нажмиддинов (узб. Ikromxon Hoshimxonovich Najmiddinov; род. 1951, Янгикурганский район, Наманганская область, Узбекская ССР, СССР) — узбекский государственный деятель. С 17 сентября 2004 по 17 февраля 2009 года — хоким Наманганской области.

## Биография
Икромхон Хошимхонович родился в 1951 году в Янгиирканском районе. В 1977 году окончил Ташкентский институт народного хозяйства. Бухгалтер-экономист по поиску.
Председатель Наманганского областного отдела Совета Фонда поддержки социальной деятельности ветеранов Узбекистана «Нуроний».
С 17 сентября 2004 года по 17 февраля 2009 года — хоким Наманганской области.